# Ouori (Kombori)
Pour les articles homonymes, voir Ouori.
Ouori est une commune située dans le département de Kombori de la province de Kossi au Burkina Faso.